# 臨時立法會
臨時立法會（英語：Provisional Legislative Council），又稱臨立會，是香港特別行政區第一屆立法會成立之前的立法機關，任期由1997年1月25日至1998年6月30日。
中华人民共和国政府不滿彭定康政改方案，故放棄末屆立法局議員全數過渡成為特區首屆立法會議員的「直通車」協議，並單方面成立臨時立法會。鲁平憶述：「既然没有『直通车』，就得成立临时立法会。但港英政府认为临时立法会是非法的，采取了抵制的态度。他们不准临时立法会在香港开会，我们就在深圳开。」
然而，根據正式紀錄，中华人民共和国向英国保證香港主權移交前不會有兩個立法機關在英屬香港平行運作，因此臨時立法會才會在1997年7月1日前在廣東省深圳市舉行會議，直至當日子夜才移師香港。

## 背景
香港最後一任總督彭定康1992年上任後，首份《施政報告》即单方面推出政改方案，建議1995年的最後一屆立法局選舉中，大幅增加直選議席和新增九個近乎普選的功能組別（即「新九組」），此举彭定康认为並非违反《中英联合声明》，亦沒有违反《基本法》，但有消息透露與中英两国外长交换的几封信件有衝突。中方對此非常不滿，认为违反《中英联合声明》，违反《基本法》，违反两国外长交换的几封信件。中華人民共和國國務院港澳事務辦公室主任魯平斥責彭定康是「香港歷史上的『千古罪人』」，並宣佈放棄「直通車」（即原來英中雙方協議，最後一屆立法局議員可全數過渡為特區第一屆立法會議員）；決定另立議會，在香港特別行政區籌備委員會之下成立預備工作委員會，同時在第一屆立法會成立前以臨時立法會代替，用以通過特區成立時「必不可少」之法律。
由1996年12月21日選舉临立会议员至香港主權移交前，鲁平說，「因為港府認為临时立法会是非法的」，所以主權移交前临时立法会在深圳開會，不少立法局議員身兼临立会议员，故需要港深兩邊走。1997年7月1日，香港特别行政区成立，殖民地時期最後一屆立法局議員全部被取消議員資格。而臨時立法會從深圳轉移到香港的立法會大樓繼續運作，直至第一屆立法會選舉完成為止。

### 難以在英屬香港運作的原因
若临时立法会在1997年7月1日前在香港運作，則很可能出現某些情況，使香港最高法院認為临时立法会的行動，與香港立法局所進行的合法行動相若，足以構成侵奪立法局權力的行為，從而根據《最高法院條例》第21J條發出禁制令。但這並不表示临时立法会每一項行動均是侵奪公職的行為，法院在研究有關案件時，會考慮临时立法会有關行動對當時香港狀況造成的整體影響。

### 可以在香港特區運作的原因
《香港特別行政區基本法》附件二規定第一屆立法會按照《全國人民代表大會關於香港特別行政區第一屆政府和立法會產生辦法的決定》產生。該決定授權香港特別行政區籌備委員會籌備成立香港特別行政區，並根據該決定規定第一屆政府和立法會的具體產生辦法。
香港特別行政區終審法院認為，由籌備委員會籌組臨時立法會是在《決定》的範圍內，所以也符合《基本法》。該決定第二段賦予委員會的權力範圍廣闊，足以令委員會有權成立臨時立法會。臨時立法會的職能有限，而運作的時間亦有限。臨時立法會只是暫時性的機構，是填補根據《基本法》及《決定》第6段的第一部分成立第一屆立法會之前出現的立法真空。臨時立法會並不是根據《基本法》及《決定》第6段的第一部分所產生的第一屆立法會，成立臨時立法會的目的完全為了使第一屆立法會得以產生。因此，臨時立法會的成立與《基本法》是相符的。臨時立法會制訂的選舉法符合《中华人民共和国香港特别行政区第一届立法会的具体产生办法》。這些選舉法使第一屆立法會可在1998年7月前依據《办法》產生。

## 產生辦法
臨時立法會由香港特別行政區第一屆政府推選委員會的全體委員以全票制（每人最多可投60票）選出60名議員。

## 議員名單
| 議席 | 選區   | 肖像 | 議員     | 政黨 | 政黨   | 派系   | 任期          | 任期           | 連任始於 | 註釋       |
| ---- | ------ | ---- | -------- | ---- | ------ | ------ | ------------- | -------------- | -------- | ---------- |
| ／   | 不適用 |      | 范徐麗泰 |      | 无党籍 | 建制派 | 會期開始      | 會期結束       | 1983     | 立法會主席 |
| ／   | 不適用 |      | 王紹爾   |      | 港進聯 | 建制派 | 會期開始      | 會期結束       | 1996     | [ a ]      |
| ／   | 不適用 |      | 田北俊   |      | 自由黨 | 建制派 | 會期開始      | 會期結束       | 1988     |            |
| ／   | 不適用 |      | 朱幼麟   |      | 港進聯 | 建制派 | 會期開始      | 會期結束       | 1995     | [ a ]      |
| ／   | 不適用 |      | 何世柱   |      | 无党籍 | 建制派 | 會期開始      | 會期結束       | 1985     |            |
| ／   | 不適用 |      | 何承天   |      | 自由黨 | 建制派 | 會期開始      | 會期結束       | 1987     |            |
| ／   | 不適用 |      | 何鍾泰   |      | 无党籍 | 建制派 | 會期開始      | 會期結束       | 1996     |            |
| ／   | 不適用 |      | 吳亮星   |      | 无党籍 | 建制派 | 會期開始      | 會期結束       | 1996     |            |
| ／   | 不適用 |      | 吳清輝   |      | 无党籍 | 建制派 | 會期開始      | 會期結束       | 1996     |            |
| ／   | 不適用 |      | 李家祥   |      | 无党籍 | 建制派 | 會期開始      | 會期結束       | 1991     |            |
| ／   | 不適用 |      | 李國寶   |      | 无党籍 | 建制派 | 會期開始      | 會期結束       | 1985     |            |
| ／   | 不適用 |      | 李啟明   |      | 勞聯   | 建制派 | 會期開始      | 會期結束       | 1995     |            |
| ／   | 不適用 |      | 李鵬飛   |      | 自由黨 | 建制派 | 會期開始      | 會期結束       | 1978     |            |
| ／   | 不適用 |      | 杜葉錫恩 |      | 无党籍 | 建制派 | 會期開始      | 會期結束       | 1988     |            |
| ／   | 不適用 |      | 周梁淑怡 |      | 自由黨 | 建制派 | 會期開始      | 會期結束       | 1981     |            |
| ／   | 不適用 |      | 林貝聿嘉 |      | 无党籍 | 建制派 | 會期開始      | 會期結束       | 1988     |            |
| ／   | 不適用 |      | 胡經昌   |      | 港進聯 | 建制派 | 會期開始      | 會期結束       | 1996     |            |
| ／   | 不適用 |      | 倪少傑   |      | 自由黨 | 建制派 | 會期開始      | 會期結束       | 1985     |            |
| ／   | 不適用 |      | 唐英年   |      | 自由黨 | 建制派 | 會期開始      | 會期結束       | 1991     |            |
| ／   | 不適用 |      | 夏佳理   |      | 自由黨 | 建制派 | 會期開始      | 會期結束       | 1988     |            |
| ／   | 不適用 |      | 袁 武    |      | 无党籍 | 建制派 | 會期開始      | 會期結束       | 1996     |            |
| ／   | 不適用 |      | 馬逢國   |      | 无党籍 | 建制派 | 會期開始      | 會期結束       | 1996     |            |
| ／   | 不適用 |      | 張漢忠   |      | 民建聯 | 建制派 | 會期開始      | 會期結束       | 1995     |            |
| ／   | 不適用 |      | 曹王敏賢 |      | 港進聯 | 建制派 | 會期開始      | 會期結束       | 1996     |            |
| ／   | 不適用 |      | 梁振英   |      | 无党籍 | 建制派 | 會期開始      | 會期結束       | 1996     |            |
| ／   | 不適用 |      | 梁智鴻   |      | 无党籍 | 建制派 | 會期開始      | 會期結束       | 1988     |            |
| ／   | 不適用 |      | 梁劉柔芬 |      | 无党籍 | 建制派 | 會期開始      | 會期結束       | 1996     |            |
| ／   | 不適用 |      | 莫應帆   |      | 民協   | 民主派 | 會期開始      | 會期結束       | 1995     |            |
| ／   | 不適用 |      | 許賢發   |      | 无党籍 | 民主派 | 會期開始      | 會期結束       | 1996     |            |
| ／   | 不適用 |      | 陳財喜   |      | 无党籍 | 建制派 | 會期開始      | 會期結束       | 1996     | [ b ]      |
| ／   | 不適用 |      | 陳婉嫻   |      | 民建聯 | 建制派 | 會期開始      | 會期結束       | 1995     |            |
| ／   | 不適用 |      | 陳榮燦   |      | 民建聯 | 建制派 | 會期開始      | 會期結束       | 1995     |            |
| ／   | 不適用 |      | 陳鑑林   |      | 民建聯 | 建制派 | 會期開始      | 會期結束       | 1995     |            |
| ／   | 不適用 |      | 曾鈺成   |      | 民建聯 | 建制派 | 會期開始      | 會期結束       | 1996     |            |
| ／   | 不適用 |      | 程介南   |      | 民建聯 | 建制派 | 會期開始      | 會期結束       | 1996     |            |
| ／   | 不適用 |      | 馮檢基   |      | 民協   | 民主派 | 會期開始      | 會期結束       | 1991     |            |
| ／   | 不適用 |      | 黃宏發   |      | 无党籍 | 民主派 | 會期開始      | 會期結束       | 1985     |            |
| ／   | 不適用 |      | 黃宜弘   |      | 新港盟 | 建制派 | 會期開始      | 會期結束       | 1991     |            |
| ／   | 不適用 |      | 黃英豪   |      | 无党籍 | 建制派 | 會期開始      | 會期結束       | 1996     |            |
| ／   | 不適用 |      | 楊孝華   |      | 自由黨 | 建制派 | 會期開始      | 會期結束       | 1991     |            |
| ／   | 不適用 |      | 楊 釗    |      | 港進聯 | 建制派 | 會期開始      | 會期結束       | 1996     |            |
| ／   | 不適用 |      | 楊耀忠   |      | 民建聯 | 建制派 | 會期開始      | 會期結束       | 1996     |            |
| ／   | 不適用 |      | 葉國謙   |      | 民建聯 | 建制派 | 會期開始      | 會期結束       | 1995     |            |
| ／   | 不適用 |      | 詹培忠   |      | 无党籍 | 建制派 | 會期開始      | 會期結束       | 1991     |            |
| ／   | 不適用 |      | 廖成利   |      | 民協   | 民主派 | 會期開始      | 會期結束       | 1995     |            |
| ／   | 不適用 |      | 劉江華   |      | 无党籍 | 建制派 | 會期開始      | 會期結束       | 1996     | [ c ]      |
| ／   | 不適用 |      | 劉皇發   |      | 自由黨 | 建制派 | 會期開始      | 會期結束       | 1995     |            |
| ／   | 不適用 |      | 劉健儀   |      | 自由黨 | 建制派 | 會期開始      | 會期結束       | 1988     |            |
| ／   | 不適用 |      | 劉漢銓   |      | 港進聯 | 建制派 | 會期開始      | 會期結束       | 1995     |            |
| ／   | 不適用 |      | 蔡根培   |      | 港進聯 | 建制派 | 會期開始      | 會期結束       | 1995     |            |
| ／   | 不適用 |      | 鄭明訓   |      | 无党籍 | 建制派 | 會期開始      | 會期結束       | 1995     |            |
| ／   | 不適用 |      | 鄭耀棠   |      | 工聯會 | 建制派 | 會期開始      | 會期結束       | 1995     |            |
| ／   | 不適用 |      | 鄧兆棠   |      | 港進聯 | 建制派 | 會期開始      | 會期結束       | 1992     |            |
| ／   | 不適用 |      | 霍震霆   |      | 无党籍 | 建制派 | 會期開始      | 會期結束       | 1996     |            |
| ／   | 不適用 |      | 簡福飴   |      | 无党籍 | 建制派 | 會期開始      | 會期結束       | 1996     | [ d ]      |
| ／   | 不適用 |      | 顏錦全   |      | 民建聯 | 建制派 | 會期開始      | 會期結束       | 1995     |            |
| ／   | 不適用 |      | 羅叔清   |      | 无党籍 | 建制派 | 會期開始      | 會期結束       | 1995     |            |
| ／   | 不適用 |      | 羅祥國   |      | 民協   | 民主派 | 會期開始      | 會期結束       | 1995     |            |
| ／   | 不適用 |      | 譚惠珠   |      | 自民聯 | 建制派 | 會期開始      | 1997年 6月27日 | 1981     |            |
| ／   | 不適用 |      | 蔡素玉   |      | 港進聯 | 建制派 | 1997年 7月8日 | 會期結束       | 1997     | 接替譚惠珠 |
| ／   | 不適用 |      | 譚耀宗   |      | 民建聯 | 建制派 | 會期開始      | 會期結束       | 1985     |            |

### 其他
香港立法會議員列表
以下列出所有曾任臨時立法會議員的人士，次序按姓名筆劃排列。因選舉時間的關係，臨時立法會於1998年4月8日會期結束後，第一屆立法會於1998年7月1日方正式成立，但仍視為連續任期。共有61人曾就任臨時立法會議員。当时香港最后一届立法局60名议员均在1995年选出，其中33人（过半数）参加了临时立法会。临时立法会中另有7人曾在1995年前任职香港立法局议员，故临时立法会成立时过半数议员为香港立法局在职议员，拥有香港立法局议员经验的则达到三分之二。
| 姓名                    | 生卒                           | 備註                                                                                                 |
| ----------------------- | ------------------------------ | --- |
| 范徐麗泰^               | 1945年9月20日－                | 任期屆滿，於選舉委員會成功連任，成功連任主席                                                         |
| 王紹爾#-民建聯          | 1953年7月4日－                 | 任期屆滿，於批發及零售界功能組別角逐連任失敗                                                         |
| 田北俊-自由黨           | 1947年1月8日－                 | 任期屆滿，於商界（第一）功能組別成功連任                                                             |
| 朱幼麟-民建聯           | 1944年3月5日－                 | 任期屆滿，於選舉委員會成功連任                                                                       |
| 何世柱#                 | 1937年6月6日－                 | 任期屆滿，於選舉委員會成功連任                                                                       |
| 何承天-自由黨           | 1938年12月12日－               | 任期屆滿，於建築、測量及都市規劃界功能組別成功連任                                                   |
| 何鍾泰#                 | 1939年3月23日－                | 任期屆滿，於工程界功能組別成功連任                                                                   |
| 吳亮星#                 | 1949年7月11日－                | 任期屆滿，於選舉委員會成功連任                                                                       |
| 吳清輝#                 | 1939年11月20日－               | 任期屆滿，於選舉委員會成功連任                                                                       |
| 李家祥                  | 1953年5月23日－                | 任期屆滿，於會計界功能組別成功連任                                                                   |
| 李國寶                  | 1939年3月13日－                | 任期屆滿，於金融界功能組別成功連任                                                                   |
| 李啟明-港九勞工社團聯會 | 1937年10月11日－2022年10月27日 | 任期屆滿，於勞工界功能組別成功連任                                                                   |
| 李鵬飛-自由黨           | 1940年4月24日－2020年5月15日   | 任期屆滿，於新界東地方選區角逐連任失敗                                                               |
| 杜葉錫恩^               | 1913年6月2日－2015年12月8日    | 任期屆滿，沒有角逐連任                                                                               |
| 周梁淑怡-自由黨         | 1945年1月25日－                | 任期屆滿，於批發及零售界功能組別成功連任                                                             |
| 林貝聿嘉^               | 1928年5月2日－                 | 任期屆滿，於選舉委員會角逐連任失敗                                                                   |
| 胡經昌#                 | 1951年8月23日－                | 任期屆滿，於金融服務界功能組別角逐連任失敗                                                           |
| 倪少傑                  | 1924年11月14日－2015年4月9日   | 任期屆滿，於工業界（第二）功能組別角逐連任失敗                                                       |
| 唐英年-自由黨           | 1952年9月6日－                 | 任期屆滿，沒有角逐連任                                                                               |
| 夏佳理-自由黨           | 1939年1月2日－                 | 任期屆滿，於地產及建造界功能組別成功連任                                                             |
| 袁武#                   | 1941年11月18日－               | 任期屆滿，於航運交通界功能組別角逐連任失敗                                                           |
| 馬逢國#                 | 1955年7月2日－                 | 任期屆滿，於選舉委員會成功連任                                                                       |
| 張漢忠-民建聯           | 1958年5月25日－                | 任期屆滿，於新界東地方選區角逐連任失敗                                                               |
| 曹王敏賢#-民建聯        | 1944年10月13日－               | 任期屆滿，沒有角逐連任                                                                               |
| 梁振英#                 | 1954年8月12日－                | 任期屆滿，沒有角逐連任                                                                               |
| 梁智鴻                  | 1939年4月23日－                | 任期屆滿，於醫學界功能組別成功連任                                                                   |
| 梁劉柔芬#-自由黨        | 1945年10月9日－                | 任期屆滿，於紡織及製衣界功能組別成功連任                                                             |
| 莫應帆-民協             | 1951年1月15日－                | 任期屆滿，於市政局功能組別角逐連任失敗                                                               |
| 許賢發^                 | 1936年4月28日－2016年12月7日   | 任期屆滿，沒有角逐連任                                                                               |
| 陳財喜#                 | 1956年1月15日－                | 任期屆滿，於批發及零售界功能組別角逐連任失敗                                                         |
| 陳婉嫺-工聯會           | 1946年11月15日－               | 任期屆滿，於九龍東地方選區成功連任                                                                   |
| 陳榮燦-民建聯           | 1935年7月7日－                 | 任期屆滿，於勞工界功能組別成功連任                                                                   |
| 陳鑑林-民建聯           | 1949年1月22日－                | 任期屆滿，於選舉委員會成功連任                                                                       |
| 曾鈺成#-民建聯          | 1947年5月17日－                | 任期屆滿，於九龍西地方選區成功連任                                                                   |
| 程介南#-民建聯          | 1950年5月29日－                | 任期屆滿，於香港島地方選區成功連任                                                                   |
| 馮檢基-民協             | 1953年3月17日－                | 任期屆滿，於九龍西地方選區角逐連任失敗                                                               |
| 黃宏發                  | 1943年12月11日－               | 任期屆滿，於新界東地方選區成功連任                                                                   |
| 黃宜弘                  | 1938年12月23日－2021年6月6日   | 任期屆滿，於商界（第二）功能組別成功連任                                                             |
| 黃英豪#                 | 1963年2月23日－                | 任期屆滿，沒有角逐連任                                                                               |
| 楊孝華-自由黨           | 1948年3月30日－                | 任期屆滿，於旅遊界功能組別成功連任                                                                   |
| 楊釗#                   | 1947年2月－                    | 任期屆滿，於選舉委員會角逐連任失敗                                                                   |
| 楊耀忠#-民建聯          | 1951年11月7日－                | 任期屆滿，於選舉委員會成功連任                                                                       |
| 葉國謙-民建聯           | 1951年11月8日－                | 任期屆滿，於香港島地方選區角逐連任失敗                                                               |
| 詹培忠                  | 1946年9月24日－                | 任期屆滿，於金融服務界功能組別成功連任                                                               |
| 廖成利-民協             | 1958年10月8日－                | 任期屆滿，於九龍西地方選區角逐連任失敗                                                               |
| 劉江華#-民建聯          | 1957年6月22日－                | 任期屆滿，於新界東地方選區成功連任                                                                   |
| 劉皇發                  | 1936年10月15日－2017年7月23日  | 任期屆滿，於鄉議局功能組別成功連任                                                                   |
| 劉健儀-自由黨           | 1947年4月27日－                | 任期屆滿，於航運交通界功能組別成功連任                                                               |
| 劉漢銓                  | 1947年7月16日－                | 任期屆滿，於選舉委員會成功連任                                                                       |
| 蔡根培-新界鄉議局       | 1929年8月5日－                 | 任期屆滿，沒有角逐連任                                                                               |
| 鄭明訓                  | 1936年10月19日－               | 任期屆滿，沒有角逐連任                                                                               |
| 鄭耀棠-工聯會           | 1948年10月14日－               | 任期屆滿，沒有角逐連任                                                                               |
| 鄧兆棠^                 | 1942年9月26日－                | 任期屆滿，於區域市政局功能組別成功連任                                                               |
| 霍震霆#                 | 1946年2月14日－                | 任期屆滿，於體育、演藝、文化及出版通界功能組別成功連任                                               |
| 簡福飴#                 | 1936年6月14日－                | 任期屆滿，於選舉委員會角逐連任失敗                                                                   |
| 顏錦全-民建聯           | 1947年12月12日－2014年12月19日 | 任期屆滿，於區域市政局功能組別角逐連任失敗                                                           |
| 羅叔清-新界社團聯會     | 1950年6月22日－                | 任期屆滿，沒有角逐連任                                                                               |
| 羅祥國-民協             | 1949年9月26日－                | 任期屆滿，於選舉委員會角逐連任失敗                                                                   |
| 譚耀宗^-民建聯          | 1949年12月15日－               | 任期屆滿，於新界西地方選區成功連任                                                                   |
| 譚惠珠^-民建聯          | 1945年11月2日－                | 因當選香港特別行政區全國人民代表大會代表，自行辭去議員職務。議席由蔡素玉經補選補上                   |
| 蔡素玉#-民建聯          | 1950年10月10日－               | 循補選補上因譚惠珠當選香港特別行政區全國人民代表大會代表所留下的空缺。任期屆滿，於選舉委員會成功連任 |

#新任議員（从未担任过香港立法局议员），^重返議會（1995年以前曾任香港立法局议员），其余为立法局、臨時立法會“双料议员”

## 通過的法案

### 公安條例
公安條例最初訂立於1948年，並於1967年為回應當時六七暴動而大幅修改，後來經多番修訂，當中均對遊行和集會有所限制。另一方面，香港為公民權利和政治權利國際公約的簽署方，1991年，立法局通過了香港人權法案條例，將公約內容納入香港法律體系當中。後來，立法局因公安條例對遊行及集會的限制不符合香港人權法案條例的規定，故通過將公安條例廢除部分條文，遊行和集會由以往須向警察申請改為通知。但是，中國人大常委會認為1995年公安條例與基本法有所抵觸，故臨時立法會於1997年6月14日，通過新的公安條例，遊行和集會改回須先向警察申請「不反對通知書」。有評論認為，「不反對通知」制度只是新瓶舊酒，同樣是須得政府同意，是香港公民權利的倒退。區諾軒認為，公安條例中的暴動罪沿用1967年壓制暴動的暴動罪定義過闊，在暴動現場即使沒有進行暴動亦可以暴動罪控告疑犯。政府則認為「不反對通知書」並不是「牌照」，故與公民權利和政治權利國際公約沒有抵觸。
現時的『不反對通知書』不會削弱市民根據《公民權利和政治權利國際公約》擁有的示威遊行權利。相反，『不反對通知書』使主辦者更清楚了解警方對是次遊行的態度，應有助其籌辦遊行。——香港特別行政區政府，新聞公報

### 引用
1. ↑  .   [2020-09-07]. （原始内容存档于2020-09-07）.
2. 1 2  .   [2018-08-10]. （原始内容存档于2018-08-10）.
3. ↑  .   [2018-07-28]. （原始内容存档于2018-07-28）.
4. ↑  . 立法會.   [7/5/2020]. （原始内容存档于2020-05-10）.
5. ↑  《魯平口述香港回歸》魯平、錢亦蕉著 第90頁
6. ↑  .   [2018-07-28]. （原始内容存档于2018-07-28）.
7. ↑  .   [2018-07-28]. （原始内容存档于2020-09-07）.
8. 1 2  由Nevaeh撰寫. . 基進報導. 2019-07-26  [2021-01-31]. （原始内容存档于2021-03-14） （中文（臺灣））.
9. ↑  . 明報新聞網 - 即時新聞 instant news.   [2021-01-31]. （原始内容存档于2021-03-14） （中文（繁體））.
10. ↑  . www.info.gov.hk.   [2021-01-31]. （原始内容存档于2021-03-14）.